# Chlorid (1,1'-bis(difenylfosfino)ferrocen)palladnatý
Chlorid [1,1'-bis(difenylfosfino)ferrocen]palladnatý (zkráceně [(dppf)PdCl2]) je komplexní sloučenina palladia obsahující bidentátní ligand 1,1'-bis(difenylfosfino)ferrocen (dppf). Lze jej připravit reakcí dppf s vhodným nitrilovým komplexem chloridu palladnatého:
dppf + PdCl2(RCN)2 → (dppf)PdCl2 + 2 RCN (RCN = CH3CN nebo C6H5CN)
Tato sloučenina se často používá při křížových párovacích reakcích katalyzovaných palladiem, jako jsou Buchwaldova–Hartwigova aminace a redukční homopárování arylhalogenidů.

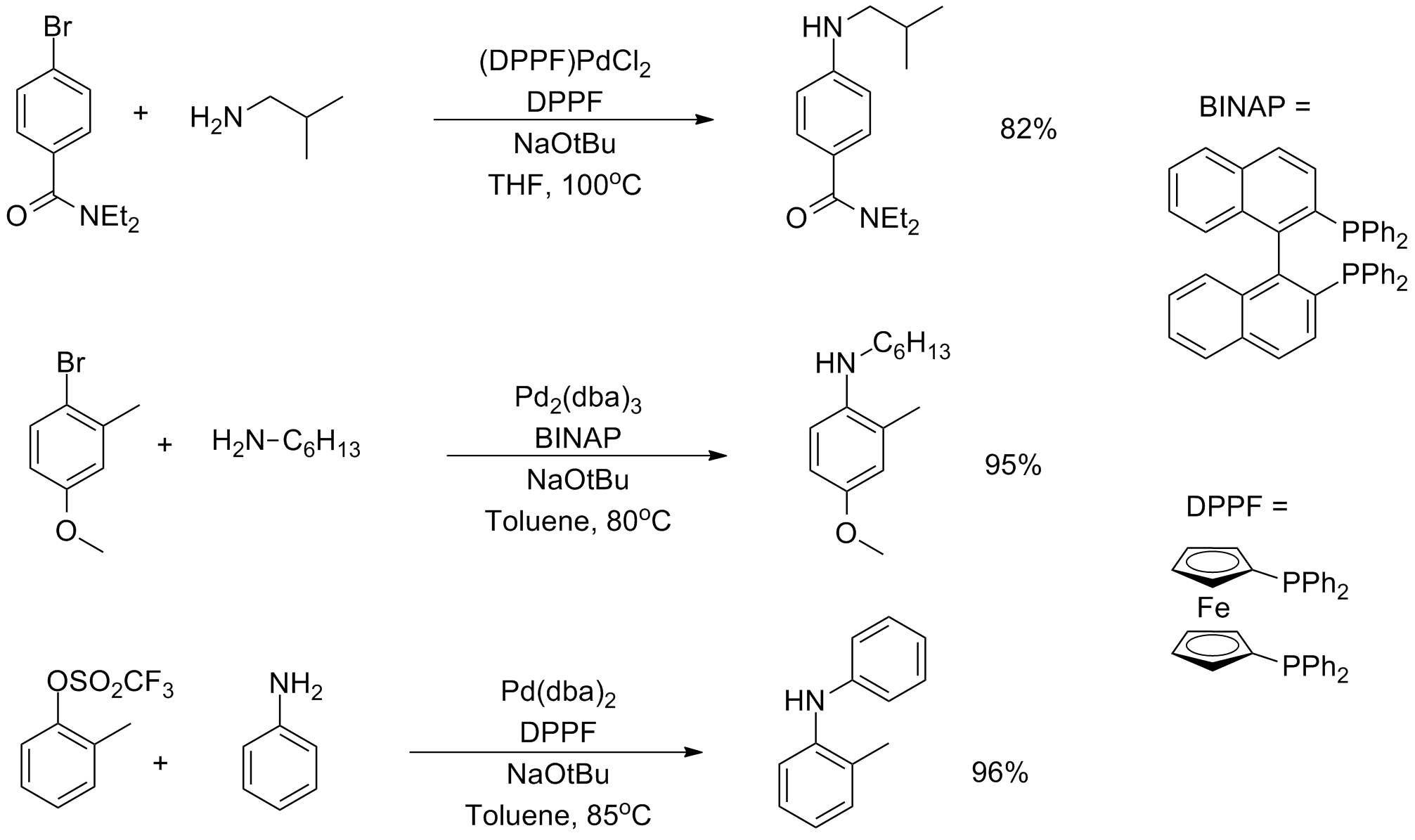
Příklady Buchwaldových–Hartwigových aminací za použití katalyzátorů druhé generace, například (dppf)PdCl2